# Waterford
 Ikke at forveksle med Watford.
Waterford (irsk: Port Láirge, fra gl. norsk Vedrarfjord = den vindomsuste fjord) er en irsk by i County Waterford og County Kilkenny i provinserne Munster og Leinster, i den sydøstlige del af Republikken Irland med en befolkning på 48.369 (2016).